# 指尖少年
- 關於《梦幻西游》游戏本身，請見「梦幻西游」。
- 關於其他用法，請見「梦幻西游 (消歧义)」。

《指尖少年》（英語：The Player；原名：梦幻西游），是一部2021年播出的中国大陆青春奇幻网络剧，改编自网络游戏夢幻西遊，由唐人影视出品。该剧由导演徐惠康、李亦翀执导，陈瑶、龔俊、陳柏融、艾佳妮、章乐韵、刘奕畅、文渊共同主演。
本剧拍摄于2017年，并于2021年4月22日起在芒果TV首播。

## 播出时间
| 频道   | 所在地   | 播出日期                    | 播出时间 | 备注                             |
| 芒果TV | 中国大陆 | 2021年4月22日-2021年5月21日 | 20:00    | 每周四、五更新2集，会员首更6集。 |

## 演员列表
| 演員   | 角色              | 介紹 | 配音   |
| 陈瑶   | 谷翎／Darcy／達茜 | 遊戲角色原型：骨精灵 角色名稱： 角色等級：167級。 人稱：斷線姐。                                                                | 徐佳琦 |
| 龔俊   | 任一侠            | 遊戲角色原型：剑侠客 角色名稱：萬死王。 角色等級：167級。                                                                       | 郭浩然 |
| 文渊   | 黎渊              | 遊戲角色原型：杀破狼 角色名稱：毀天滅地。 角色等級：175級。 網遊全服第一高手。                                                  | 文森   |
| 陳柏融 | 龙子澈            | 遊戲角色原型：龙太子 角色名稱：龍戰于野 角色等級： 遊戲公司（易龍之網夢幻）太子爺，網遊全服第二高手。                             | 鄭希   |
| 艾佳妮 | 宴飞              | 遊戲角色原型：飞燕女 角色名稱： 角色等級： 職業：心理醫生，遊戲公司太子爺的十年女友，網遊全服前十高手。                         | 蔡娜   |
| 章乐韵 | 胡淼淼            | 遊戲角色原型：狐美人 角色名稱： 角色等級： 谷翎大學舍友之一。是一位自認為存在感極低，一直覺得自己很平凡，且沒人會留意她的女生。 | 曾蓉   |
| 沙妍伶 | 白富美            | 遊戲角色原型： 角色名稱： 角色等級： 谷翎大學舍友之一。舍友暱稱：白公主。                                                       | 朱蓉蓉 |
| 刘奕畅 | 肖翰林            | 遊戲角色原型：逍遥生 角色名稱： 角色等級： 法律系研究生，遊戲公司（易龍之網夢幻）新進員工                                       | 劉一鳴 |

## 电视剧歌曲
| 曲序 | 曲目                 |        | 作曲   | 编曲 | 演唱   |
| ---- | -------------------- | ------ | ------ | ---- | ------ |
| 1.   | 熱血的理由（主題曲） | 鮑魚   | 廖晉儀 | 張玄 | 魏巡   |
| 2.   | 另一個我（片尾曲）   | 王正一 | 王正一 | 張玄 | 許馨文 |